# DJ Fresh
Daniel Stein (pod přezdívkou DJ Fresh) (*11. duben 1977) je anglický DJ a producent. Byl jedním z hlavních členů drum and bassové skupiny Bad Company, spolu s Darrenem Whitem (dBridge), Jasonem Maldinim a Michaelem Wojcickim (Vegas). Je také vlastníkem drum and bassového hudebního vydavatelství Breakbeat Kaos spolu s Adamem Fentonem.

## Diskografie
- Escape from Planet Monday (2006)
- Kryptonite (2010)
- Hot Right Now (2012)